# Pteromalus ciliatus
Pteromalus ciliatus är en stekelart som beskrevs av Walker 1795. Pteromalus ciliatus ingår i släktet Pteromalus och familjen puppglanssteklar.
Artens utbredningsområde är Sverige. Arten är reproducerande i Sverige. Inga underarter finns listade i Catalogue of Life.